# Schizosmittina pedicellata
Schizosmittina pedicellata är en mossdjursart som beskrevs av Soule, Soule och Chaney 1995. Schizosmittina pedicellata ingår i släktet Schizosmittina och familjen Bitectiporidae. Inga underarter finns listade i Catalogue of Life.